# Maik Heinemann
Maik Heinemann (* 23. August 1971) ist ein ehemaliger deutscher Handballspieler.
Der 1,93 Meter große Heinemann spielte beim SC Dynamo Berlin und für den Nachfolgeverein HC Preußen Berlin. 1991 wechselte er zum VfL Fredenbeck in die Bundesliga. Nach dem Bundesliga-Abstieg der Mannschaft im Jahr 1994 trat er mit dem VfL in der 2. Bundesliga an, 1996 gelang die Bundesliga-Rückkehr. Dort spielte Heinemann mit Fredenbeck 1996/97, dann wieder in der 2. Bundesliga sowie ab 2006 in der Regionalliga und später in der 3. Liga. Heinemann spielte bis 2012 für Fredenbecks erste Herrenmannschaft. Er kam im Rückraum zum Einsatz. Beruflich wurde er als Maschinenbauer tätig. Seine Tochter Lena wurde ebenfalls Handballspielerin.